# 小葵花凤头鹦鹉
小葵花凤头鹦鹉（学名：Cacatua sulphurea），又称小巴丹鸚鵡、小巴。目前為一級保育類。体长34厘米，寿命50年。身上有较多羽粉，需要定期清理。语言能力一般，叫声较大。

## 分佈
原有棲地為印尼中部群鳥和東帝汶「華萊斯地區」一带，在香港和新加坡發現野化種群。
國際自然保護聯盟於2000年將小葵花鳳頭鸚鵡於瀕危物種紅色名錄，由瀕危物種升級為極度瀕危物種，甚至比大熊貓、黑面琵鷺等動物更為珍稀。現時全球數量約為2000隻，隨時面對絕種的威脅。

### 香港野化种群
小葵花鳳頭鸚鵡在香港存在野化种群，在2020世代估计约有150～200只规模，栖息于香港島的林地或森林邊緣地區以及城市中的公园区域（於中、西環地區）
由於小葵花鳳頭鸚鵡在香港没有自然环境天敌，又受到法律保护，生存相对安逸。但因其习性使然，於樹洞築巢，且爱啃食花朵以食用花蜜，有专家担心树木健康，但未造成显著威胁。
关于香港野化种群起源有两个说法，一者认为是在1850年左右，於香港的交易过程中逃脱；一者具有传说色彩，第二次世界大戰时期，港督楊慕琦官邸裡的23隻小葵花鳳頭鸚鵡於香港淪陷前被放走。
由于小葵花凤头鹦鹉在国际上属于极度濒危状态，但香港市场交易中难辨其为圈养或非法捕获，香港大学亦进行了相关研究：研究顯示由於兩者的飲食來源上的差異，透過對雀鳥羽毛的蛋白質組成分析，可有效把非法捕獲的野生雀鳥跟圈養的雀鳥分辨。

## 食物
食物包括种子、水果和昆虫。